# Zone centrale de São Paulo
La Zone centrale de São Paulo (portugais : Zona Central de São Paulo) est une région administrée par la sous-préfecture de la Sé, qui comprend les districts de Bela Vista, Bom Retiro, Cambuci, Consolação, Liberdade, República, Sé et Santa Cecília, est communément appelée zone centrale de São Paulo (ou simplement Centro de São Paulo).
Elle ne doit pas être confondue avec la région dite du centre élargi (portugais : Centro expandido), utilisée occasionnellement par la municipalité dans le cadre d'actions d'urbanisme, qui comprend également des parties des sous-préfectures de Mooca, Lapa, Pinheiros, Vila Mariana et Ipiranga, ni avec le centre historique de São Paulo, qui ne comprend que la partie la plus ancienne de la région centrale.

## Caractéristiques sociales
Avenida Prestes Maia, qui fait partie d'un complexe routier construit sous la place Vale do Anhangabaú.
Selon le recensement de 2010, la population totale de la zone administrative de la sous-préfecture de la Sé est de 431 106 habitants, ce qui en fait l'administration la moins peuplée de la municipalité, bien qu'elle soit celle qui dispose de la plus grande offre d'équipements publics et d'emplois. Cependant, dans les années 2000, le déclin de la population s'inverse, avec une augmentation de 15 % du nombre d'habitants au cours de cette période. Selon les données de l'Institut brésilien de géographie et de statistique et de la Fondation du système d'analyse des données de l'État, chaque année des années 1990, la zone centrale de São Paulo affiche un taux de croissance démographique négatif de -5 % par an,. Ce facteur contribue à ce qui est appelé la « dégradation » de la région, car, selon certains experts en études urbaines, avec le départ des élites de São Paulo des zones centrales, il y a également le départ des gardiens publics, ce qui conduit à un sentiment d'« abandon ».

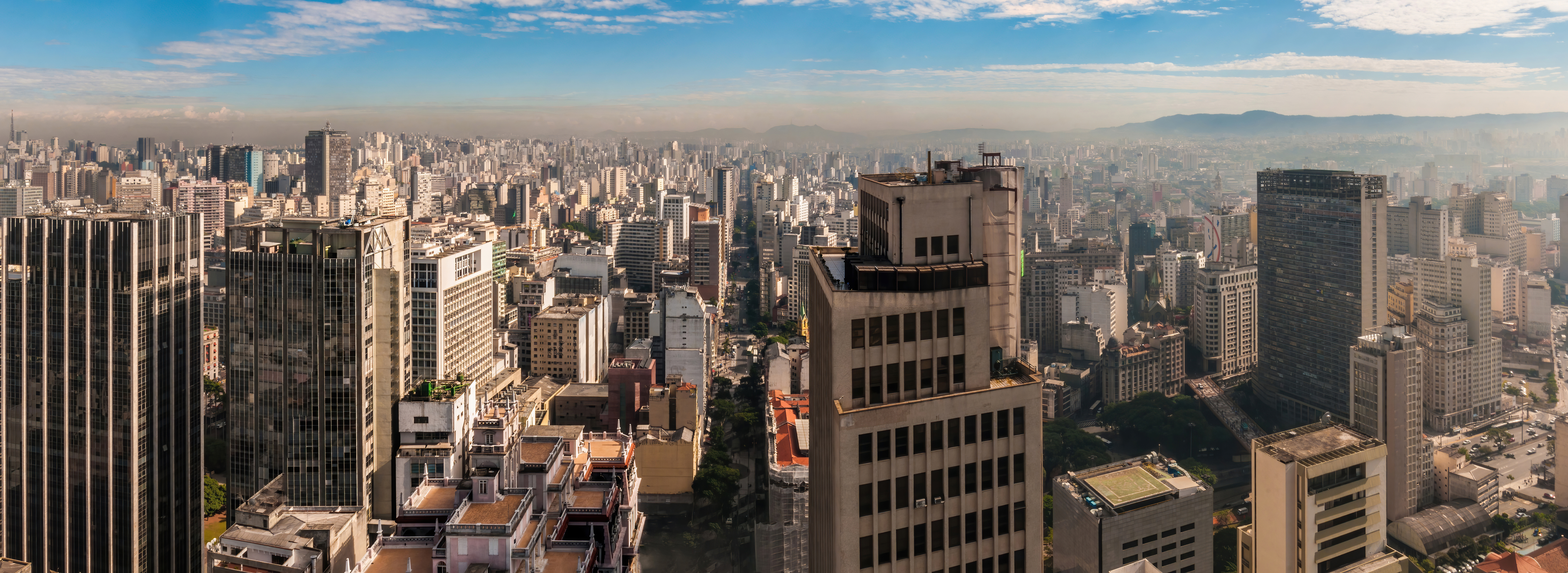
Vue du centre de São Paulo depuis la tour Banespa, avec la zone nord en arrière-plan et le Pico do Jaraguá au loin.